# Heiderbos
Het Heiderbos is een Vlaams natuurreservaat in de Belgische gemeente As. Het ligt in de nabijheid van de natuurgebieden Klaverberg en Opglabbekerzavel.
Het ruim 100 hectare metende reservaat werd opgericht in 1970 en omvat een heiderestant en een naaldbosgebied. In het reservaat bevindt zich de grootste nog bestaande jeneverbespopulatie van Vlaanderen, met zo'n 7.000 struiken. Het Heiderbos is Europees beschermd als onderdeel van Natura 2000-gebied 'Bosbeekvallei en aangrenzende bos- en heidegebieden te As-Opglabbeek-Maaseik' (BE220043). Sinds 2018 is het onderdeel van Nationaal Park Hoge Kempen.
In het gebied zijn gemarkeerde wandelingen aanwezig.

## Galerij

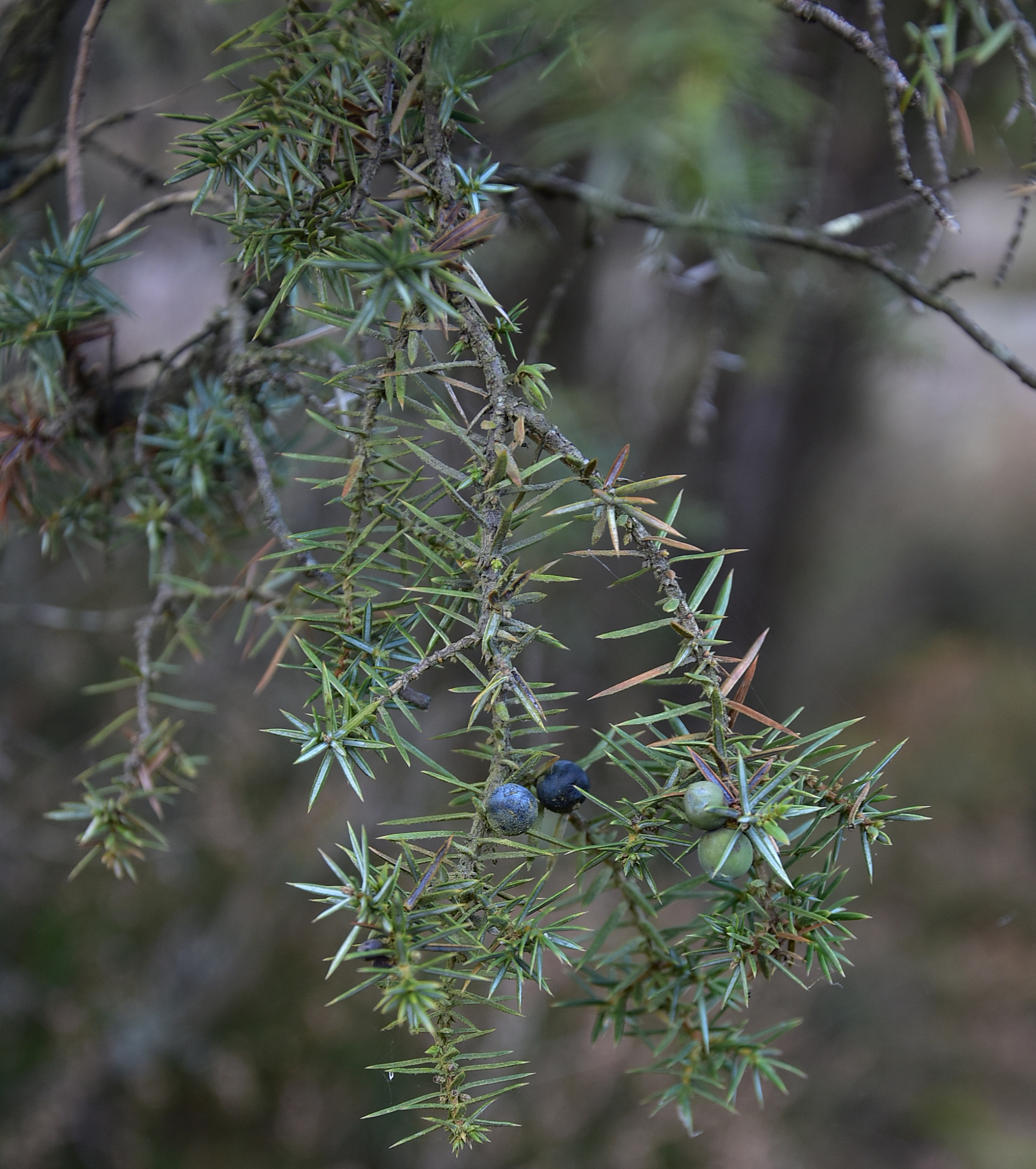
Jeneverbessen
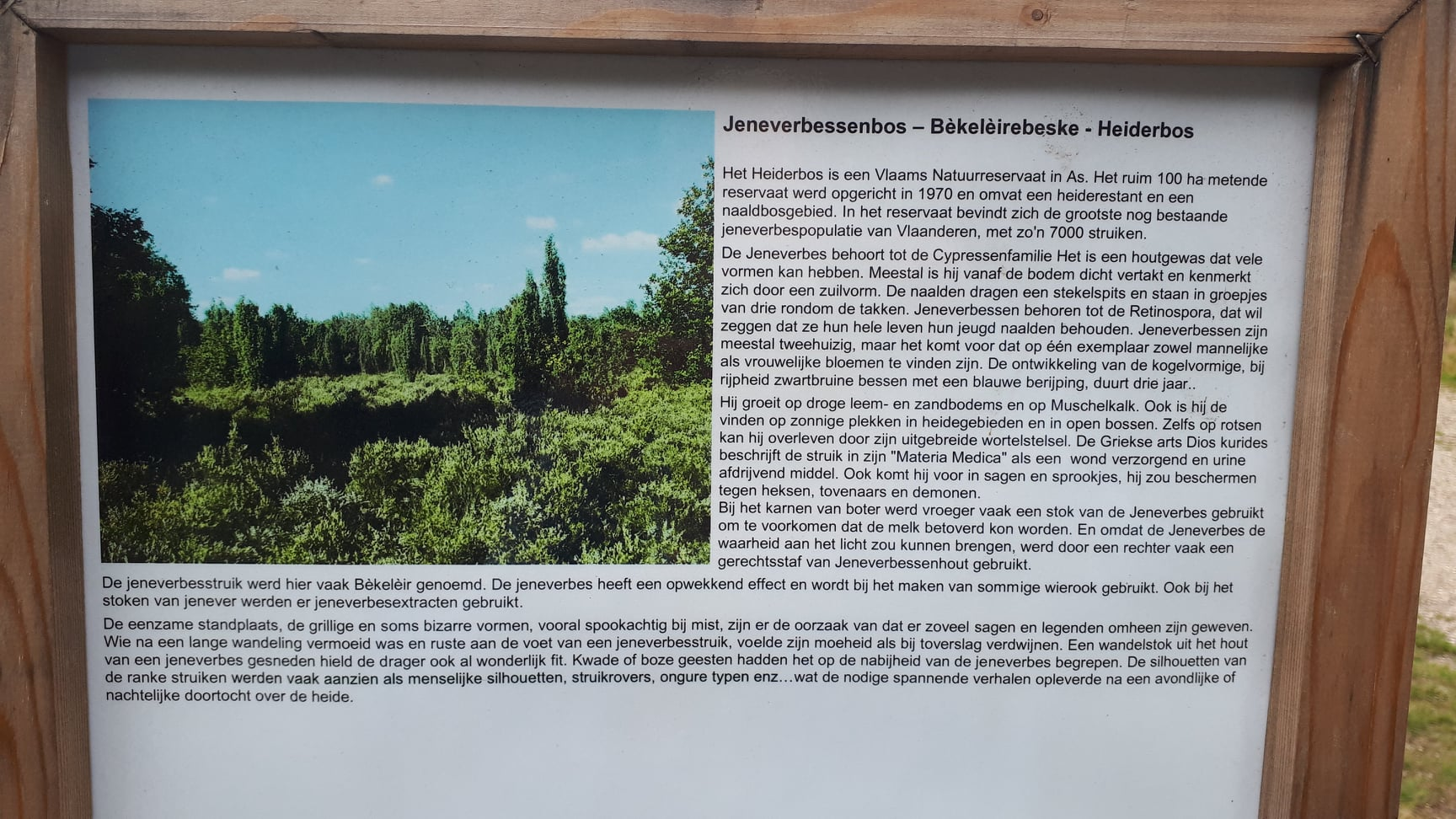
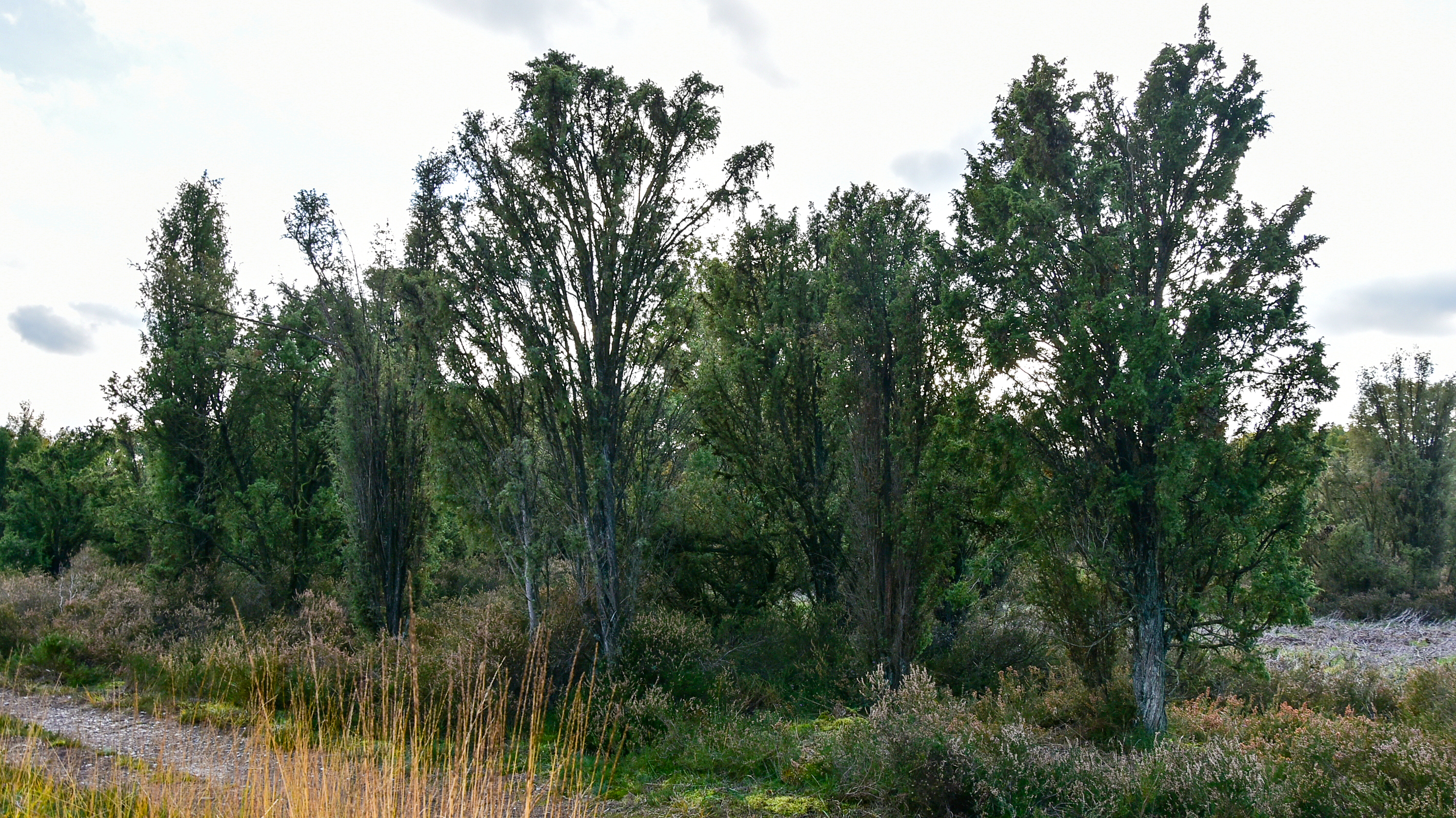
Jeneverbesstruiken
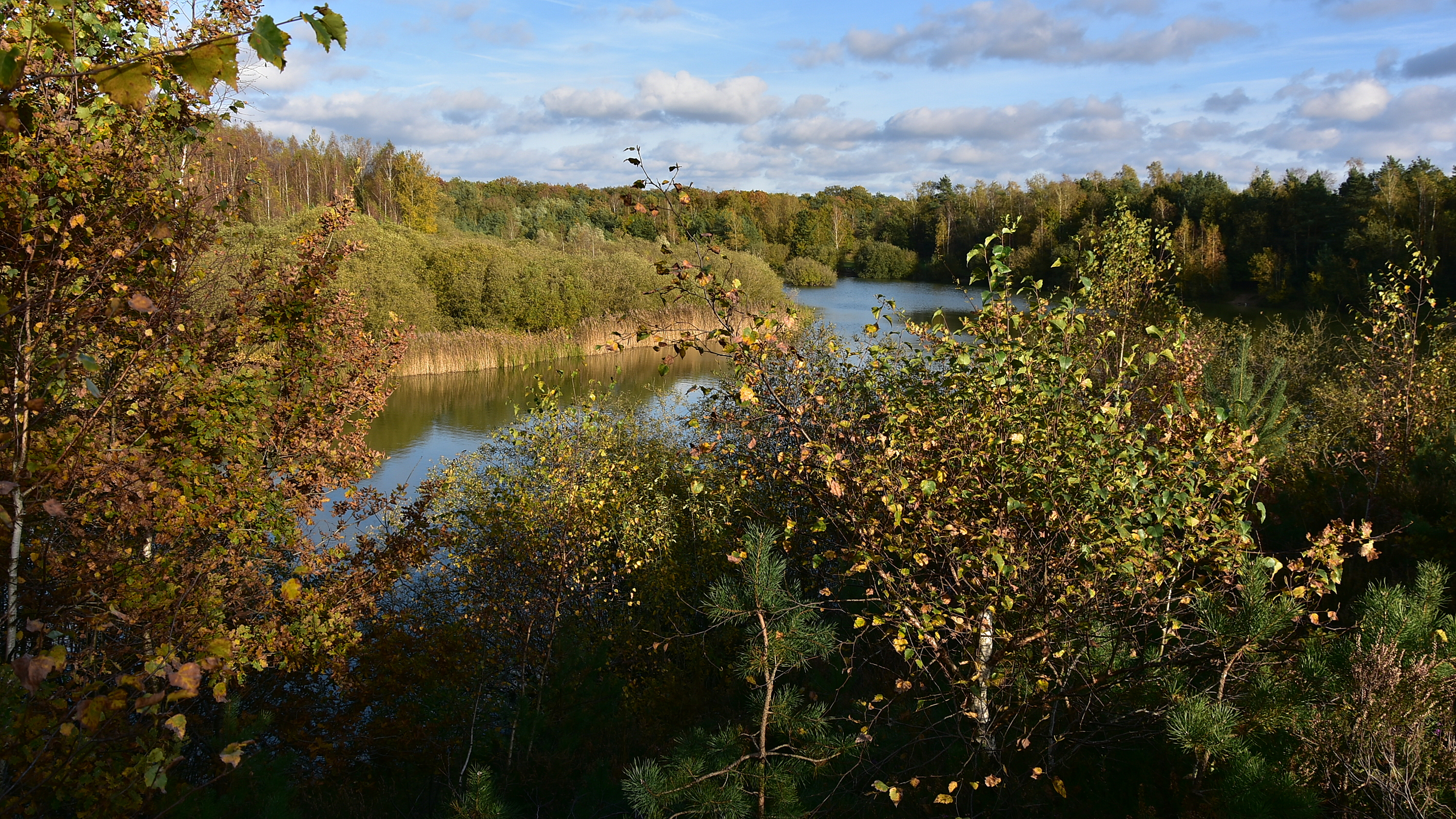
Gemeentelijke visvijver
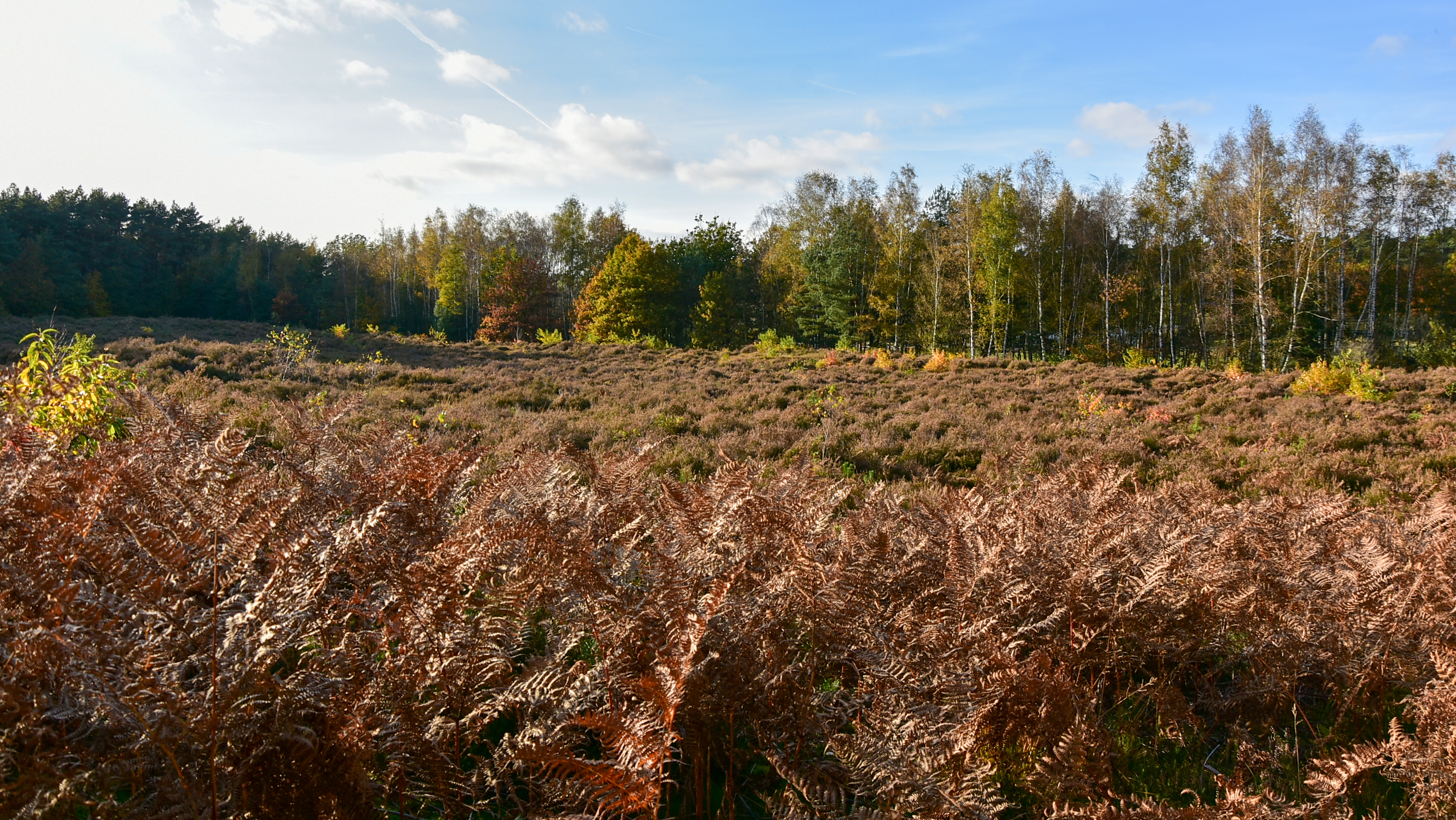
Varens en heide
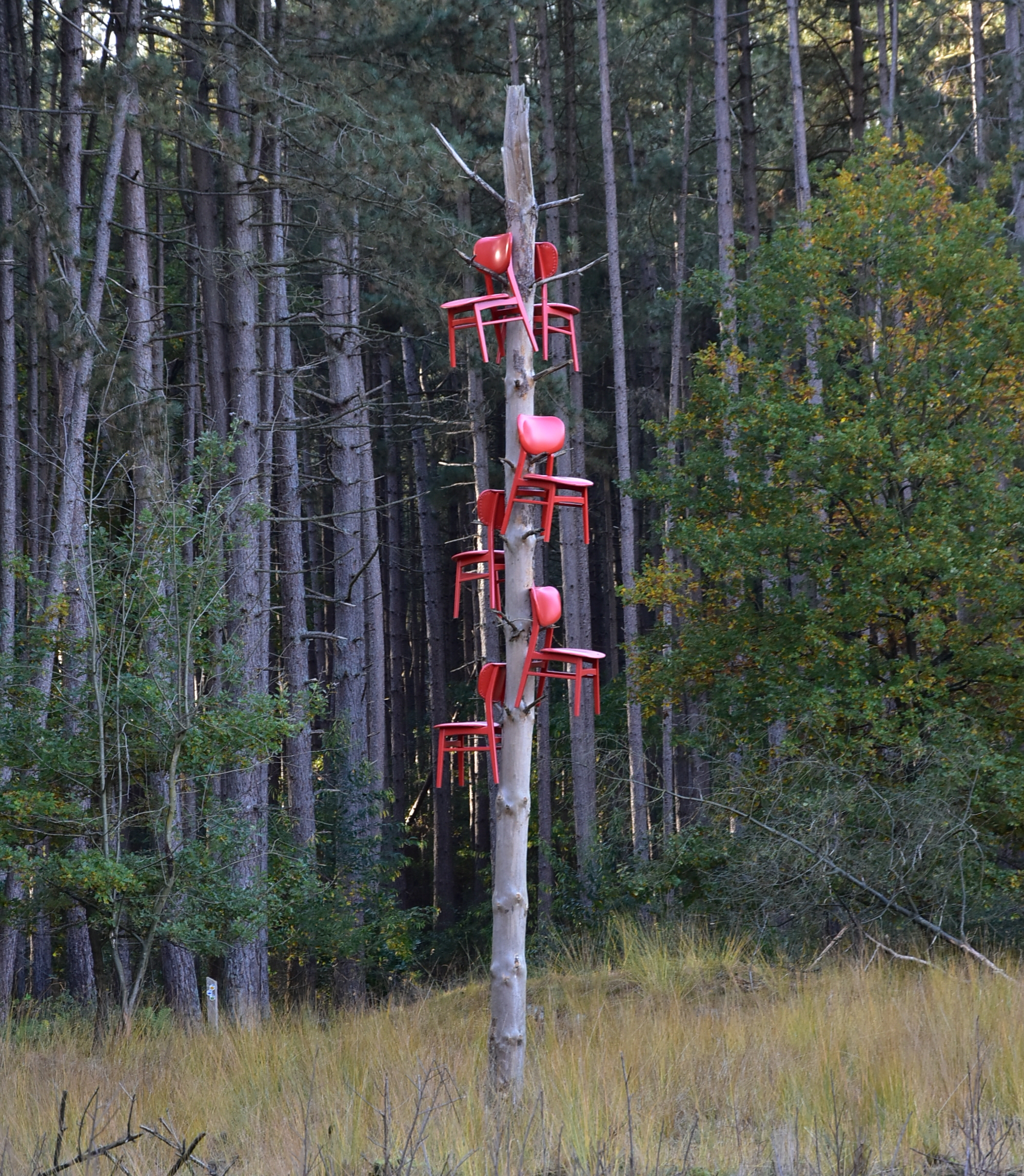
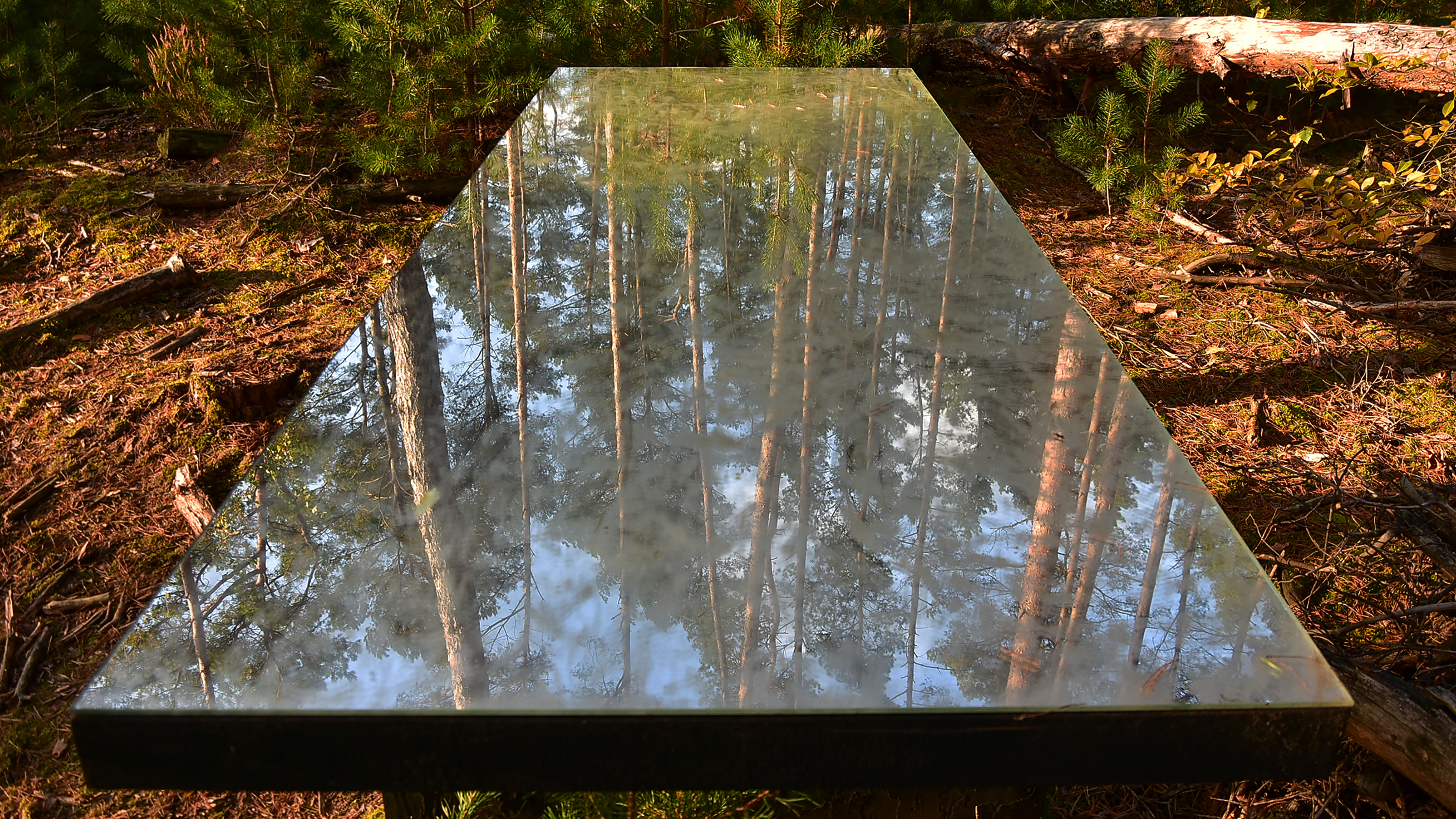